# 维尔茨堡
維爾茨堡（德語：Würzburg，德語：[ˈvʏɐ̯tsbʊɐ̯k] ⓘ；美因法兰克方言：Wörtzburch），是位于德国巴伐利亚州美因河畔的非县辖城市。它也是下弗兰肯地区政府以及维尔茨堡县政府（Landratsamt Würzburg）的所在地。維爾茨堡官邸列入世界文化遺產。有多家中小企業和工廠。位於美茵河谷的中游。市區位於美因河兩岸。因美因河的侵蝕而在西岸有石灰岩的高台。

## 歷史
維爾茨堡在歷史上多次發生洪水。在前1000年時，凱爾特人就在這裡修建城塞。法蘭克人也居住過這裡。
自約650年起，維爾茨堡是法蘭克王國的侯領。維爾茨堡首次記錄在文獻中是在704年5月1日。
這裡在歷史上經歷過多次戰爭。維爾茨堡官邸建設于1719年至1779年期間。
維爾茨堡因是聖基利安的殉教地而在中世紀作為司教領十分繁榮。目前市內有多家美術館。有許多藝術家都出身于維爾茨堡。市內有多座頗具歷史的建築物。
1919年4月，短暂建立维尔茨堡苏维埃共和国。

## 汉语譯名
由於兩岸翻譯上的不同，因此台灣則將其音譯為「烏茲堡」或「烏茨堡」；中國大陸及香港則將其音譯為「维尔茨堡」。

## 地理
维尔茨堡和以下城市和地区接壤，它们均隶属维尔茨堡县。从北面开始，按照顺时针方向依次为:
法伊茨赫希海姆、金特斯莱本、林帕尔、埃斯滕费尔德、罗滕多夫、盖尔布伦、兰德萨克、艾伯尔施塔特、赖兴贝格、艾辛根、赫希贝格、瓦尔德布伦、瓦尔德比特尔布伦和美因河畔采尔。

## 名人
- 伦琴：1901年首届诺贝尔物理奖获得者，1895年在维尔茨堡大学实验时，发现X射线
- 海森伯：1932年诺贝尔物理奖获得者
- 德克·诺维茨基：NBA達拉斯小牛著名球員
- 托马斯·巴赫，第九任国际奥委会主席

## 友好城市
- 美国明尼苏达州法里博
- 英国邓迪
- 法国卡昂
- 美国纽约州罗切斯特
- 坦桑尼亚姆万扎
- 日本大津市
- 西班牙萨拉曼卡
- 德国苏尔
- 瑞典于默奥
- 爱尔兰布雷
- 捷克特鲁特诺夫
- 罗马尼亚阿拉德

## 圖片

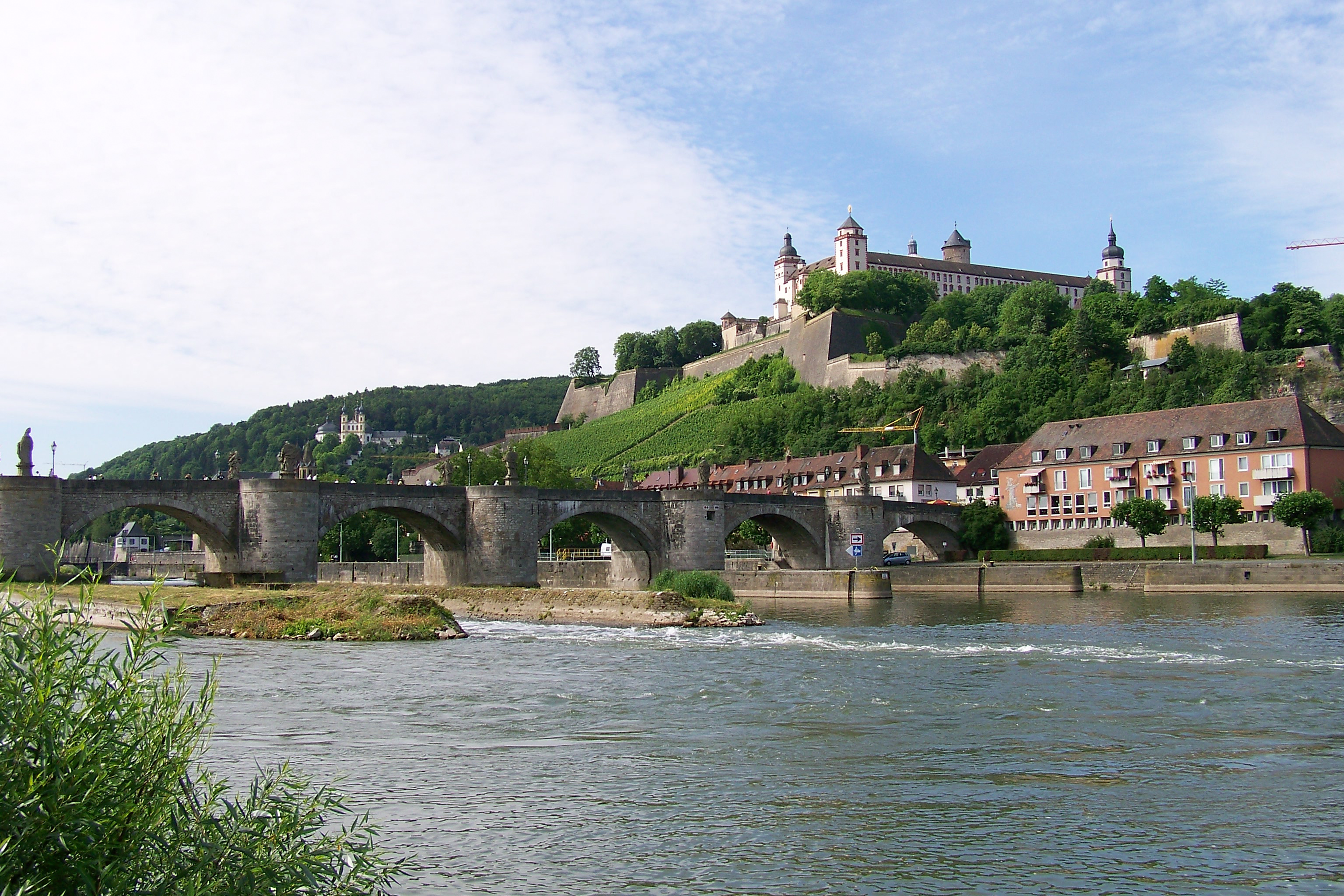
古橋和城堡
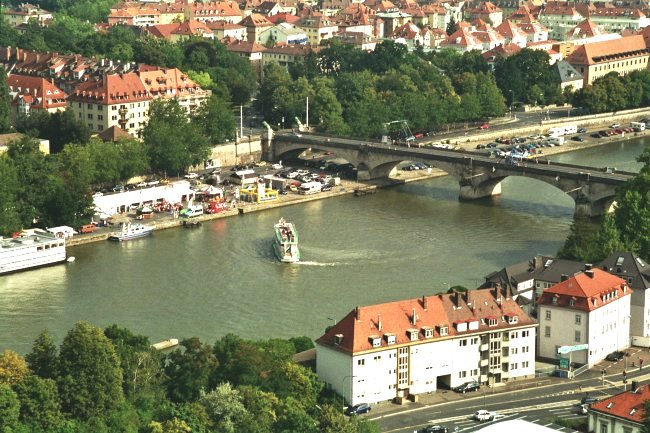
维尔茨堡美因河
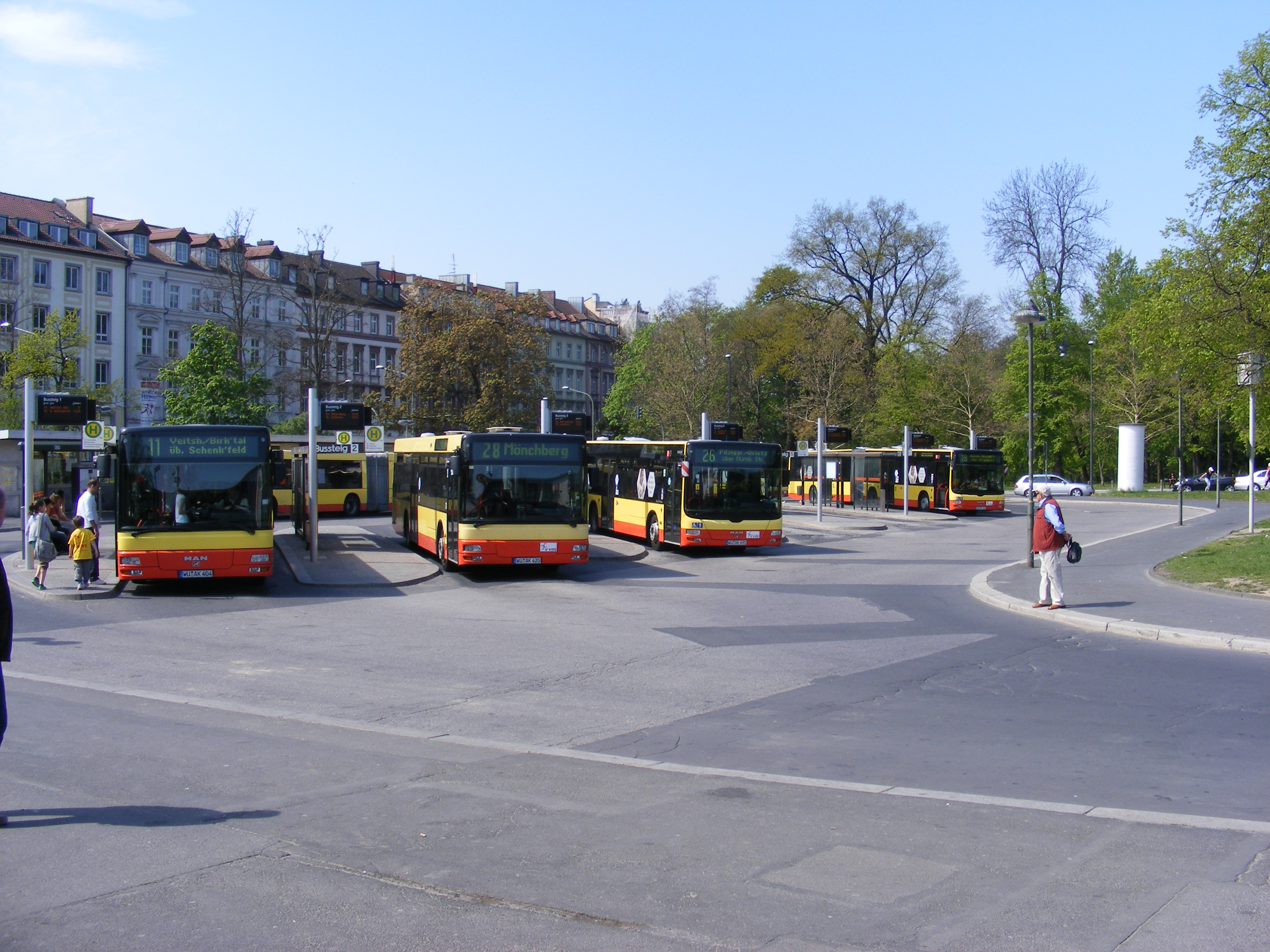
市內巴士